# Escudo de armas del estado Falcón
El escudo oficial del Estado Falcón fue creado mediante decreto del Presidente Constitucional del estado Falcón, general Pedro Linares, el 10 de junio de 1950.
Originalmente, el escudo del territorio que ahora pertenece a Falcón utilizó el escudo de Coro, la ciudad capital. 
Aquel escudo, por estar la ciudad dedicada a Santa Ana, la mostraba en un primer blasón acompañada de la Virgen niña. 
El escudo tenía la errónea fecha de fundación de 1530, cuando en realidad había sido fundada en 1527. 
Este escudo fue cambiado en 1815 por uno donde aparecía de nuevo Santa Ana al lado de una silla, y en 1821 fue sustituido una vez más a raíz del triunfo patriota de la Batalla de Carabobo. 
Esta última modificación estuvo vigente hasta 1863 cuando se impuso el escudo federal, que con ciertas modificaciones es el que se usa hoy en día.

## Composición heráldica
Está dividido en tres cuarteles con los colores rojo, azul y amarillo.
- El cuartel superior rojo rememora la época colonial del estado. En este cuartel están contenidas las figuras de dos sillones de oro, con un bastón de mando cada uno. El bastón de mando de la silla derecha simboliza que fue Coro la primera capital de Venezuela; mientras que el bastón o báculo de la izquierda, es emblema de que también fue esta ciudad, donde tuvo el asiento el primer obispo colonial. En corto, este cuartel simboliza el poder civil y el poder eclesiástico.

El color rojo y el oro de las figuras que aparecen en este cuartel superior representan, alegóricamente, la sangre indígena que en su afán de descubrir el Dorado, hicieron correr en suelo americano los conquistadores españoles y alemanes.
- El cuartel medio o central tiene las siguientes figuras:
  - Un bergantín de esmalte plata, a toda vela, sobre un mar tranquilo como el que en días de bonanza, es apenas rizado por el suave soplo de la brisa que viene de tierra. Sobre el mástil del buque ondean los colores de la bandera creada por Francisco de Miranda.
  - Hacia la izquierda, delante de la proa del velero, se elevan en primer término, una serie de médanos o dunas característicos de la costa falconiana y, en segundo término, una pequeña cordillera detrás de la cual se va levantando un sol de oro, como para dar una sensación de luz a los que llegan.

Esta alegoría simboliza la esperanza con el arribo de Francisco de Miranda a las costas corianas en agosto de 1806, donde por primera vez en tierra firme venezolana ondeó la bandera tricolor bajo el naciente sol de la libertad americana.
- La franja inferior de color amarillo contiene las siguientes figuras:
  - Un águila de plata posada sobre una cumbre presta a volar hacia un cielo purísimo y cristalino, que en su pico, sujeta una banda dorada con la inscripción "Dios y Federación". De entre la espada desnuda que el águila empuña y la cumbre donde se posa, sale hacia un lado izquierdo y hacia arriba, otra banda de color oro que contiene la fecha: 20 de febrero de 1859.

El águila de este cuartel simboliza a la libertad, que se pasea en triunfo por el radiante cielo de la inmortalidad, con la brillante espada federal. 
- Las figuras exteriores del escudo son las siguientes:
  - Coronando el estandarte regional resplandecen, en forma de arco, 13 estrellas doradas que representan a cada uno de los Distritos que conformaban el estado antes de convertirse en municipios autónomos, que hoy en día suman 25.
  - En la parte lateral derecha del escudo la figura de un gajo o ramo de tunas nopal, representa la zona árida del estado.
  - En la parte lateral izquierda se encuentra la figura de un ramo de café, que simboliza la fertilidad de la serranía falconiana.
  - En la cinta tricolor que enlaza a los ramos de nopal y café, en el extremo inferior del escudo, se leen las siguientes fechas inmortales:
    - En el centro, 5 de julio de 1811, día de la firma del Acta de la Declaración de Independencia de Venezuela.
    - En el extremo derecho, 24 de marzo de 1854, fecha en que el presidente José Gregorio Monagas abolió la esclavitud en Venezuela.
    - En el extremo izquierdo, 18 de agosto de 1863, evocando el célebre Decreto de Garantías, que es la más alta cumbre sobre la que se destaca la grandeza del federalismo en Venezuela.